# Psittacanthus leptanthus
Psittacanthus leptanthus är en tvåhjärtbladig växtart som beskrevs av A. C. Smith. Psittacanthus leptanthus ingår i släktet Psittacanthus och familjen Loranthaceae. Inga underarter finns listade i Catalogue of Life.